# Parakiefferiella finnmarkica
Parakiefferiella finnmarkica är en tvåvingeart som beskrevs av Tuiskunen 1986. Parakiefferiella finnmarkica ingår i släktet Parakiefferiella och familjen fjädermyggor.
Artens utbredningsområde är Norge. Arten har ej påträffats i Sverige. Inga underarter finns listade i Catalogue of Life.